# 장재명
장재명(1972년 5월 25일 ~ )은 전 SK 와이번스 소속 야구선수이다.

## 프로 입단 전
1991년 군산상고의 핵심 내야수로 활약하며 대통령배 16강 진출을 이끌었다. 이후 연세대학교를 거쳐 1995년 쌍방울 레이더스의 지명을 받았으나 실업 아마추어 팀인 현대건설 야구단 입단을 결정했다.

## 현대건설 야구단 시절
현대건설 야구단의 창단 멤버로 입단해 내야수로 뛰며 1995년 팀의 실업 야구 리그 우승에 일조했다.

## SK 와이번스 시절
2000년 SK 와이번스의 창단 멤버(등번호 6번)로 입단했으나 9경기 15타석 13타수 1안타 1타점 1볼넷 4삼진에 그친 후 방출되었다.

## 출신 학교
- 군산상업고등학교
- 연세대학교